# Richard Bowdler Sharpe
Richard Bowdler Sharpe (ur. 22 listopada 1847, zm. 25 grudnia 1909) – angielski zoolog i ornitolog. Pracował jako kustosz sekcji ptasiej w Muzeum Historii Naturalnej w Londynie (wtedy British Museum). W swojej karierze opublikował kilka monografii dotyczących konkretnych grup systematycznych ptaków oraz opracował wielotomowy katalog ptaków w zbiorach MHN w Londynie. Opisał nowe gatunki ptaków, a niektóre zostały nazwane na jego cześć, jak szponnik kenijski (Macronyx sharpei) czy tymal maskowy (Turdoides sharpei).

## Życiorys

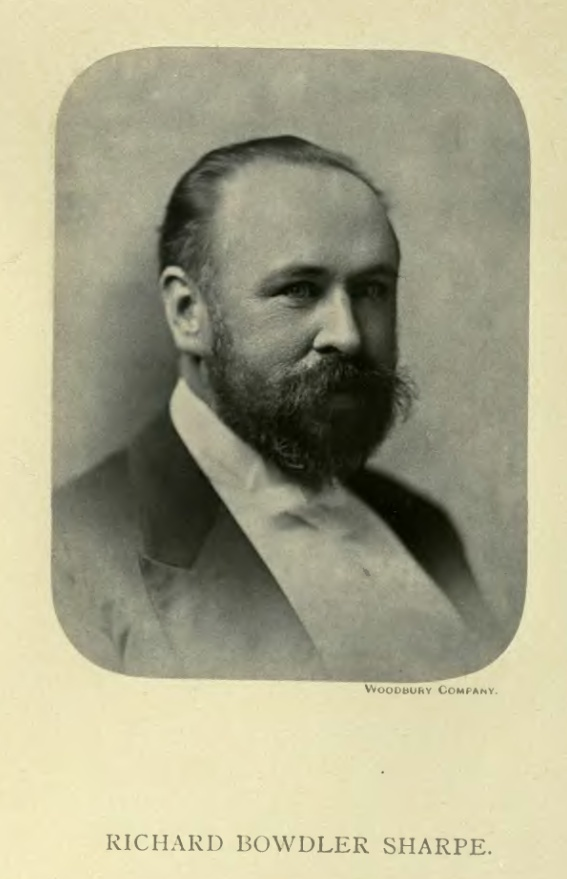

Richard Bowdler Sharpe urodził się w Londynie jako pierwszy syn Thomasa Bowdlera Sharpe’a. Jego dziadek, wielebny Lancelot Sharpe był rektorem All Hallows Staining. Jego ojciec był wydawcą działającym na Skinner Street, najbardziej znanym z publikacji „Sharpe’s London Magazine”, ilustrowanego czasopisma (początkowo tygodnika, od 1847 miesięcznika). Do szóstego roku życia wychowywała Richarda ciotka, Magdalen Wallace, wdowa po dyrektorze Grammar School w Sevenoaks; zaczął uczęszczać do szkoły w Brighton. W wieku 9 lat kształcił się w The King’s School (Peterborough); później zmienił szkołę na Loughborough Grammar School. W wieku 16 lat powrócił do Londynu i pracował jako urzędnik w W.H. Smith & Sons. Zainteresował się ornitologią, szczególnie możliwością stworzenia monografii o zimorodkach. Po dwóch latach, w 1865, dołączył do firmy handlarza książkami Bernarda Quaritcha, gdzie miał okazję przestudiować książki z zakresu ornitologii, a za nikłą pensję kupować spreparowane zimorodki. W wieku 19 lat (1867) rozpoczął pracę bibliotekarza w Zoological Society of London za rekomendacją Osberta Salvina i Philipa Lutleya Sclatera, a podczas tej pracy ukończył Monograph of the Kingfishers (1868–71). Książka ukazała się w kilku częściach z łącznie 121 ilustracjami.
Rozpoczął z Henrym Dresserem pracę nad A History of the Birds of Europe, jednak po objęciu nowej posady zrezygnował z kontynuacji prac. Po śmierci George’a Roberta Graya w 1872 rozpoczął pracę w Muzeum Historii Naturalnej w Londynie (wtedy British Museum) jako starszy asystent Department of Zoology, pracując jako kustosz sekcji ptasiej muzeum. 3 grudnia 1867 wziął ślub z Emily Elize, córką J.W. Burrowsa z Cookham. W 1871 nazwał na jej cześć podgatunek emiliae sterowika dużego (Tanysiptera galatea; zimorodkowate). Mieli 10 córek, a wiele z nich pomagało przy tworzeniu książek (również innych ornitologów), kolorując litografie. Jedna z nich, Emily Mary, pracowała na wydziale entomologii w MHN w Londynie w latach 1905–1925. W 1895 uzyskał posadę Assistant Keeper, którą utrzymał aż do śmierci. Zmarł w 1909 w swoim domu w Chiswick wskutek zapalenia płuc. W 1911 żonie i trzem córkom (Emily Mary, Ada Lavinia i Eva Augusta) przyznano rentę w wysokości 100 ₤.

## Wkład w ornitologię

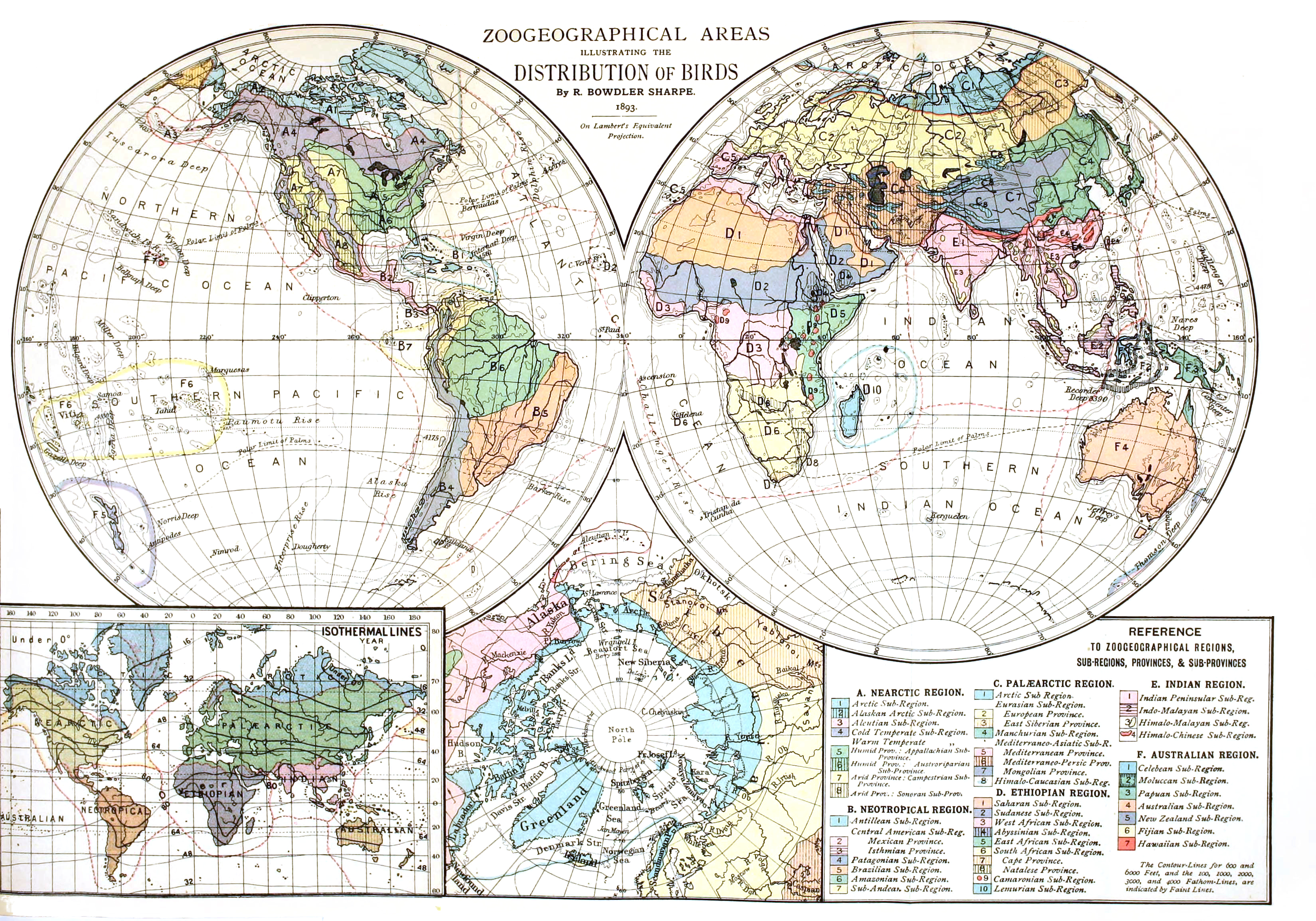
Mapa zoogeograficzna Sharpe’a

Jako kustosz sekcji ptasiej, Sharpe głównie klasyfikował i katalogował kolekcje. Odegrał również ważną rolę w pozyskiwaniu nowych okazów z prywatnych kolekcji, namawiając zamożnych kolekcjonerów i podróżników do zasilania zbiorów muzeum. W 1872 w posiadaniu muzeum znajdowało się 35 tys. okazów powiązanych z ptakami; do jego śmierci kolekcja rozrosła się do około 500 tys. Zawierały się w tym okazy w spadku po Allanie Octavianie Hume, Osbercie Salvinie i Fredericku DuCane Godmanie, otrzymane od przemysłowca i ornitologa-amatora Henry’ego Seebohma, pułkownika Johna Biddulpha, C.B. Ricketta, F.W. Styana, Alfreda Russela Wallace’a, George’a Ernesta Shelleya, Philipa Lutleya Sclatera oraz Johna Goulda.
Sharpe założył British Ornithologists’ Club w 1892 i wydawał biuletyn organizacji. Napisał 13,5 z 27 tomów katalogu Catalogue of the Birds in the British Museum (1874–1898). Jego okazała książka Birds of Paradise, wydana w dwóch dużych tomach (ponad 21 na 14 cali, czyli blisko 53 na 36 cm) w 1891 i 1898, prezentowała cudowronki światu – część przedstawiono po raz pierwszy, co Sharpe zaznaczył we wstępie.
Na Międzynarodowym Kongresie Ornitologicznym w Paryżu w 1900 wybrano Sharpe’a przewodniczącym kongresu w Londynie w 1905.

## Usposobienie
Sharpe uchodził za sympatycznego i dowcipnego. Był stałym bywalcem Savage and Whitefriars Club, gdzie w lutym 1888 wraz z żoną wyprawił przyjęcie na 120 gości z bogatym programem.

## Uhonorowanie
Sharpemu przyznano honorową rangę LL.D. na University of Aberdeen. Był członkiem Towarzystwa Linneuszowskiego i Zoological Society of London. Cesarz Austrii odznaczył go złotym medalem w 1891. Wiele gatunków i podgatunków zostało nazwanych na cześć tego ornitologa; są to między innymi: błyszczak rdzawobrzuchy (Pholia sharpii), dzioborożec piskliwy (Bycanistes fistulator) podg. sharpii, nikornik ciemny (Apalis sharpii), koloratka płowa (Sheppardia sharpei), tymal maskowy (Turdoides sharpei) i żuraw indyjski (Grus antigone) podg. sharpii. Wyłoniono również rodzaj Sharpia, obecnie uchodzi jednak za synonim Ploceus lub Malimbus.

## Publikacje
- Aves. London: Printed by Taylor and Francis, 1891, seria: Scientific results of the second Yarkland mission. Brak numerów stron w książce
- Monograph of the Paradiseidae, or Birds of Paradise, and Ptilonorhynchidae, or Bower-birds. Taylor & Francis for Henry Sotheran & Co, 1891–98.
- Hand-book to the birds of Great Britain (1894)
- Wonders of the bird world (1898), ilustracje: A.T. Elwes

### Katalogi ptaków MHN w Londynie

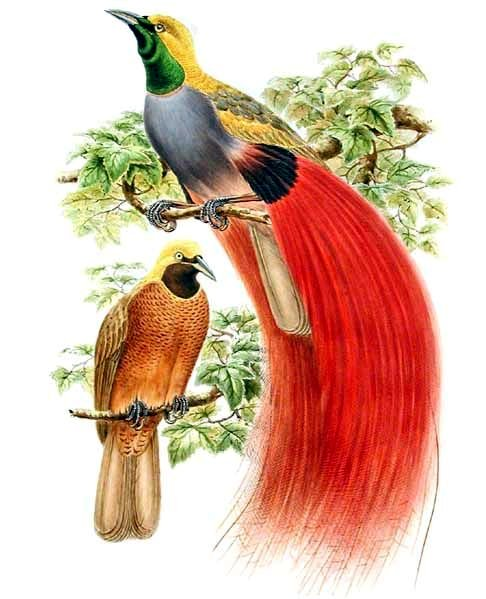
Cudowronka złotogrzbieta (Paradisaea decora) autorstwa Sharpego

- Catalogue of the Accipitres, or diurnal birds of prey, in the collection of the British Museum. (1874).
- Catalogue of the Striges, or nocturnal birds of prey, in the collection of the British museum. (1875)
- Catalogue of the Passeriformes, or perching birds, in the collection of the British museum. Coliomorphae... (1877)
- Catalogue of the Passeriformes, or perching birds, in the collection of the British museum. Cichlomorphae, pt.I... (1879)
- Catalogue of the Passeriformes, or perching birds, in the collection of the British museum. Cichlomorphae, pt.III-[IV]... (1881–83)
- Catalogue of the Passeriformes, or perching birds, in the collection of the British museum. Fringilliformes, pt.I... (1885)
- A monograph of the Hirundinidae, (1894)
- A Monograph of The Alcedinidae, or Family of Kingfishers (1868–1871)
- Catalogue of the Passeriformes, or perching birds, in the collection of the British museum. Fringilliformes, pt.III... (1888)
- Catalogue of the Passeriformes, or perching birds, in the collection of the British museum. Sturniformes... (1890)
- Catalogue of the Picariae in the collection of the British museum. Coraciae... (1892)
- Catalogue of the Fulicariae... and Alectorides... in the collection of the British museum (1894)
- Catalogue of the Limicolae in the collection of the British museum (1896).
- Catalogue of the Plataleae, Herodiones, Steganopodes, Pygopodes, Alcae, and Impennesin the collection of the British museum (1898)